# Росен баир
Росен баир (или Алатепе) е рид в Югоизточна България, крайно северно разклонение на рида Босна от Странджа планина, в Бургаска област.
Ридът се простира от север на юг на 10 км, а ширината му е 4 – 5 км. На север достига до Циганския залив на Бургаския залив, на запад до Бургаската низина, а на изток долината на река Отманлии го отделя от Медни рид. На юг склоновете му потъват в хълмистата област северно от рида Босна.
Най-високата му точка връх Голия баир (266,9 м) е разположен на около 2 км северозападно от село Росен. Изграден е от андезити и туфи. В северната му част има находище на медна руда, познато още от дълбока древност. Климатът е умереноконтинентален с черноморско влияние. Отводнява се от малки реки и дерета. Почвите са излужени канелени горски. Билото и склоновете му са обрасли с гори от дъб, габър и липа.
По югоизточното му подножие са разположени селата Росен и Равна гора.
По северното и източното му подножие преминават участъци от 2 пътя от Държавната пътна мрежа:
- По северното му подножие, на протежение от 2 км – участък от второкласен път № 99 Бургас – Приморско – Царево – Малко Търново;
- По цялото му източно подножие, на протежение от 6 км – участък от третокласен път № 992 Атия – Ясна поляна – Приморско.

Част от северозападното му подножие попада в защитената местност „Ченгене скеле“ („Ормана“).

## Топографска карта
- Лист от карта K-35-56. Мащаб: 1 : 100 000.